# Nei panni di una principessa: Inseguendo la stella
Nei panni di una principessa: Inseguendo la stella (The Princess Switch 3: Romancing the Star) è un film del 2021 diretto da Mike Rohl.
Commedia romantica a tema natalizio, sequel del film del 2020 Nei panni di una principessa: Ci risiamo! e ultimo film della trilogia iniziata nel 2018 con Nei panni di una principessa.
Il film è uscito il 18 novembre 2021 in esclusiva Netflix.

## Trama
La principessa Stacy e la regina Margaret, in occasione dei festeggiamenti natalizi, decidono di utilizzare una reliquia di grande valore presa in prestito dal Vaticano: la Stella di San Nicola, che verrà posta in cima all'albero di Natale in occasione della sua accensione. Tuttavia, la Stella viene rubata a pochi giorni dall'evento.
Cercando di indagare con la massima discrezione per ritrovarla, le due decidono di chiedere l'aiuto della cugina di Margaret, Fiona, che nel frattempo sta scontando il suo periodo di lavori socialmente utili all'interno di un convento. Quest'ultima decide di rivolgersi a Peter Maxwell, ex agente dell'Interpol e suo amico d'infanzia (nonché sua vecchia fiamma), grazie al quale lei e gli altri scoprono che il responsabile del furto è Hunter Cunard: un miliardario ladro d'arte con cui Fiona aveva avuto una relazione anni prima.
Viene così escogitato il piano per recuperare la Stella: durante una festa organizzata da Hunter nella sua proprietà (alla quale Fiona riuscirà in seguito a farsi invitare), Mindy metterà fuori uso le telecamere del caveau in cui Peter e Reggie dovranno entrare per riprendere la reliquia. Tuttavia, a causa di un infortunio di Reggie, Margaret si ritrova costretta ad assumere l'identità di Fiona per permettere a quest'ultima di affiancare Peter nel caveau. Mentre stanno compiendo la missione, però, il convento richiama Fiona per presentarsi davanti alla commissione disciplinare; per ovviare la cosa, Stacy si fa passare per Fiona e riesce a farle revocare la parte restante della condanna.
Nonostante qualche contrattempo, il piano funziona, ma poi si scopre che Peter ha scambiato la borsa che conteneva la Stella con un'altra e gli altri pensano che si sia preso gioco di loro. L'indomani, però, Peter dà appuntamento a Fiona alla scuola che frequentavano quando erano piccoli: qui riesce a recuperare la Stella e scopre che l'intento dello scambio era di attirare la sua attenzione per farla incontrare con sua madre, con la quale non ha un buon rapporto per via della sua assenza quando era piccola. Quest'ultima si scusa con la figlia per essere stata distante e Fiona, dopo un iniziale rifiuto, decide di perdonarla.
Arriva il giorno dell'accensione: la Stella è stata riposta con successo in cima all'albero, Hunter viene arrestato dalla polizia, Fiona è felice di recuperare il tempo perduto con sua madre e può finalmente ricominciare la sua storia d'amore con Peter.

## Distribuzione
Il film esce in esclusiva per gli abbonati Netflix il 18 novembre 2021.